# Erste Bank Open 2022
Erste Bank Open 2022 este un turneu de tenis masculin care se joacă pe terenuri dure acoperite. Este cea de-a 48-a ediție a evenimentului și face parte din seria turneelor de nivel ATP 500 din sezonul ATP Tour 2022. Se desfășoară la Wiener Stadthalle din Viena, Austria, între 24 și 30 octombrie 2022.

## Campioni

### Simplu
Pentru mai multe informații consultați Erste Bank Open 2022 – Simplu

### Dublu
Pentru mai multe informații consultați Erste Bank Open 2022 – Dublu

## Puncte și premii în bani

### Distribuția punctelor
| Probă           | C   | F   | SF  | QF | R16 | R32 | R64 | Q  | Q2 | Q1 |
| Simplu masculin | 500 | 300 | 180 | 90 | 45  | 20  | 0   | 10 | 4  | 0  |
| Dublu masculin  | 500 | 300 | 180 | 90 | 0   | N/A | N/A | 45 | 25 | 0  |

### Premii în bani
| Probă  | C         | F         | SF        | QF       | R16      | R32      |
| Simplu | 439.305 € | 236.375 € | 125.970 € | 64.360 € | 34.355 € | 18.325 € |
| Dublu* | 144.300 € | 76.950 €  | 38.930 €  | 19.470 € | 10.080 € | N/A      |

*per echipă